# Moșteni (gmina)
Moșteni – gmina w Rumunii, w okręgu Teleorman. Obejmuje tylko jedną miejscowość Moșteni. W 2011 roku liczyła 1622 mieszkańców. 